# Engelenbrug

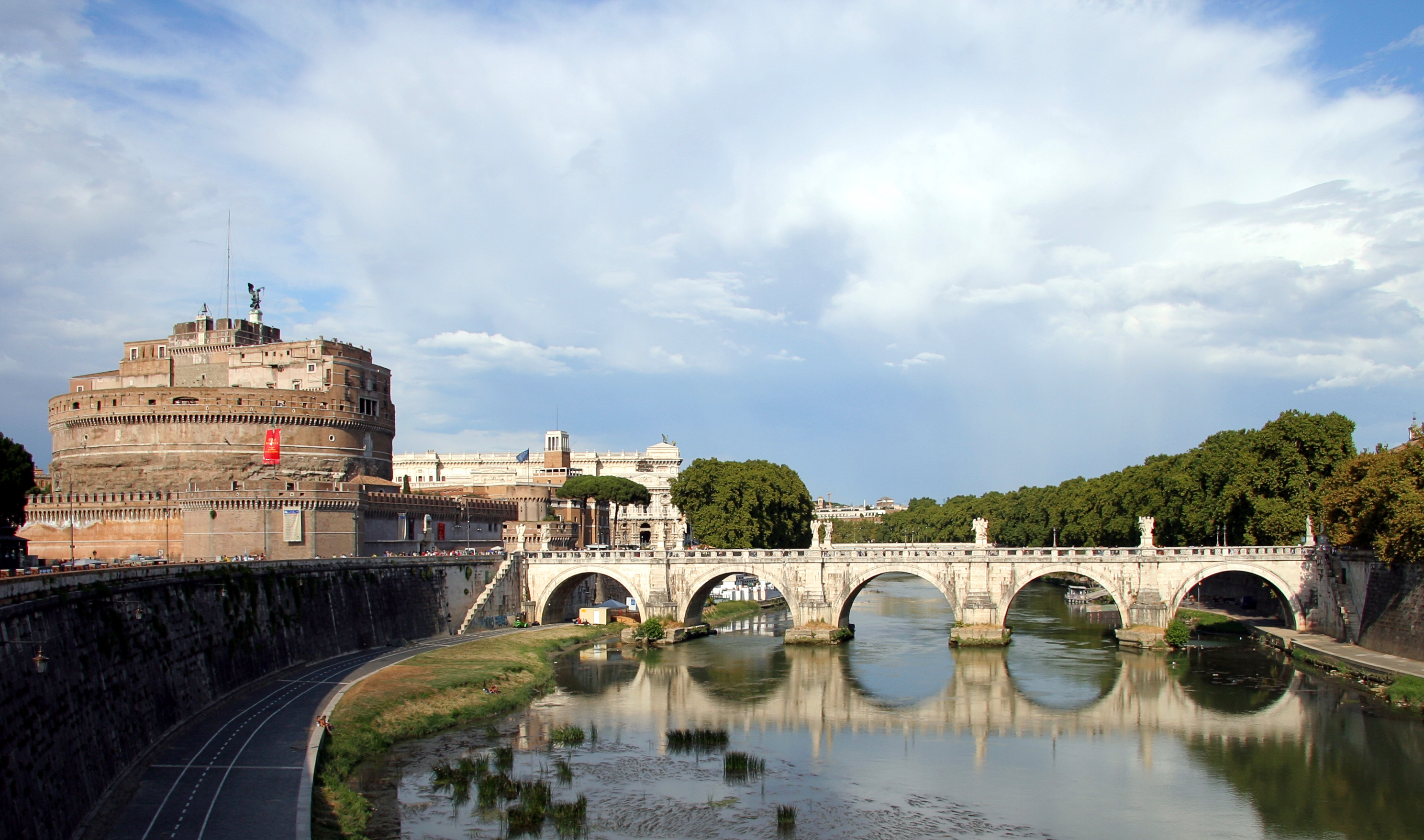
Engelenbrug

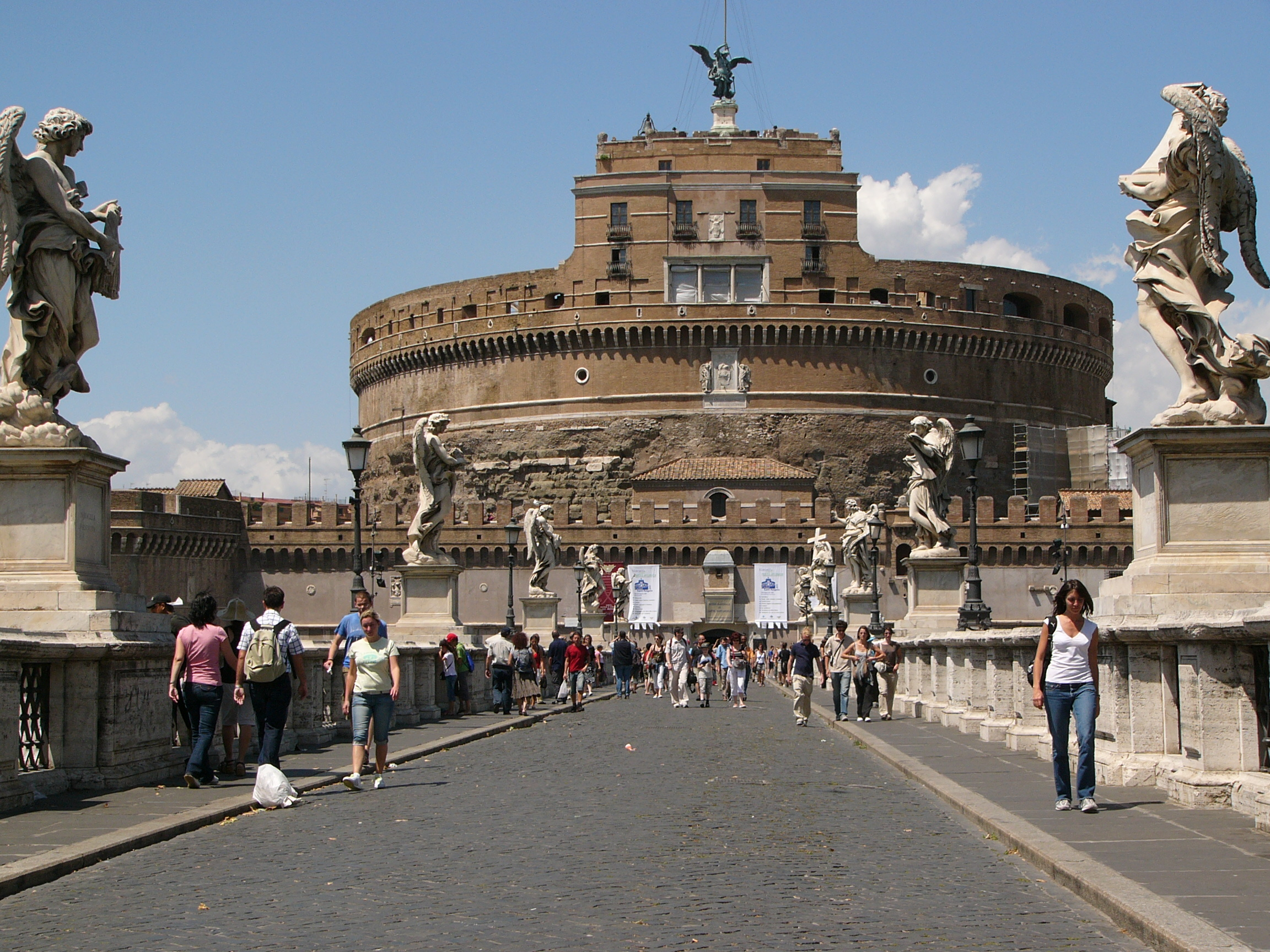
Beelden op de Engelenbrug

De Engelenbrug (Italiaans: Ponte Sant'Angelo) is een van oorsprong Romeinse brug in Rome. De brug verbindt de Engelenburcht (Castel Sant' Angelo) met de andere zijde van de Tiber.
De brug is gebouwd in 134 en in opdracht van keizer Hadrianus, die een directe verbinding van de stad naar zijn pas gebouwde mausoleum, de huidige Engelenburcht, wilde. De brug kreeg ook zijn naam Pons Aelius of Pons Hadrianus, Aelius was de familienaam van Hadrianus. De brug is gebouwd uit travertijn en de bogen met peperino. Oorspronkelijk had de Pons Aelius 8 bogen; de drie centrale bogen met een doorsnee van 18,39 meter, drie kleinere bogen van 3, 3,5 en 7.59 aan de linkerzijde en twee van 3,75 en 7.59 aan de rechterzijde. De brug is 10,95 meter breed. Op de oostelijke oever van de brug stond de Boog van Gratianus, Valentinianus II en Theodosius, gebouwd rond 380.
Vanaf de zesde eeuw kregen zowel de brug als het mausoleum van Hadrianus de naam Sant'Angelo. Volgens de legende kondigde namelijk de aartsengel Michaël in 590 boven op de burcht het einde van een pestepidemie aan. Later werd de brug ook pons Sancti Petri (brug van Sint Pieter) genoemd aangezien veel pelgrims hier de Tiber overstaken op weg naar de Sint-Pietersbasiliek.
Op 19 september in het Heilig Jaar 1450 liepen grote groepen pelgrims over de brug naar de Sint-Pieter. Toen de massa te groot werd begaven de balustrades het en vielen velen in de rivier waarbij 178 mensen verdronken. Hierop werd de oude triomfboog en een aantal huizen bij het bruggenhoofd afgebroken om de straat breder te maken. 

Bij het bruggenhoofd op de oostelijke oever werden eeuwenlang executies uitgevoerd. De lijken van de veroordeelden werden vervolgens ter afschrikking op de brug tentoongesteld.
In 1527 werden de standbeelden van Petrus en Paulus op de brug geplaatst in opdracht van Paus Clemens VII. Later volgden meer beelden van de aartsvaders, de evangelisten en Adam, Noach, Abraham en Mozes. Deze beelden waren in 1669 al zo vervallen dat Paus Clemens IX opdracht gaf aan de beroemde beeldhouwer Bernini 10 nieuwe beelden van engelen te vervaardigen. Bernini maakte zelf maar twee beelden en deze werden zo mooi gevonden door Paus Clemens IX dat hij ze zelf hield in plaats van ze op de brug te plaatsen. De beide beelden staan tegenwoordig in kerk Sant'Andrea delle Fratte, eveneens in Rome. De overige beelden die nu op de brug staan werden door de leerlingen van Bernini gemaakt, onder meer door Antonio Giorgetti. 

Deze engelen lijken zojuist uit de hemel te zijn neergedaald en houden de gelovigen de onweerlegbare waarheid van het evangelie voor. Deze waarheid wordt uitgebeeld doordat de engelen alle werktuigen tonen van het martelaarschap van Christus. In de iconografie noemt men deze voorwerpen de Arma Christi.
In 1892 besloot het bestuur van Rome eindelijk iets te doen aan de voortdurende overstromingen van de rivier die de stad al meer dan 2000 jaar teisterden. Er werden metershoge kades gebouwd om het wassende water buiten te houden. Hierdoor moesten toen aan beide oevers van de Engelenbrug het bruggenhoofd worden gereconstrueerd. Nu resteren alleen de drie centrale pijlers nog.

## Foto's van de engelenbeelden

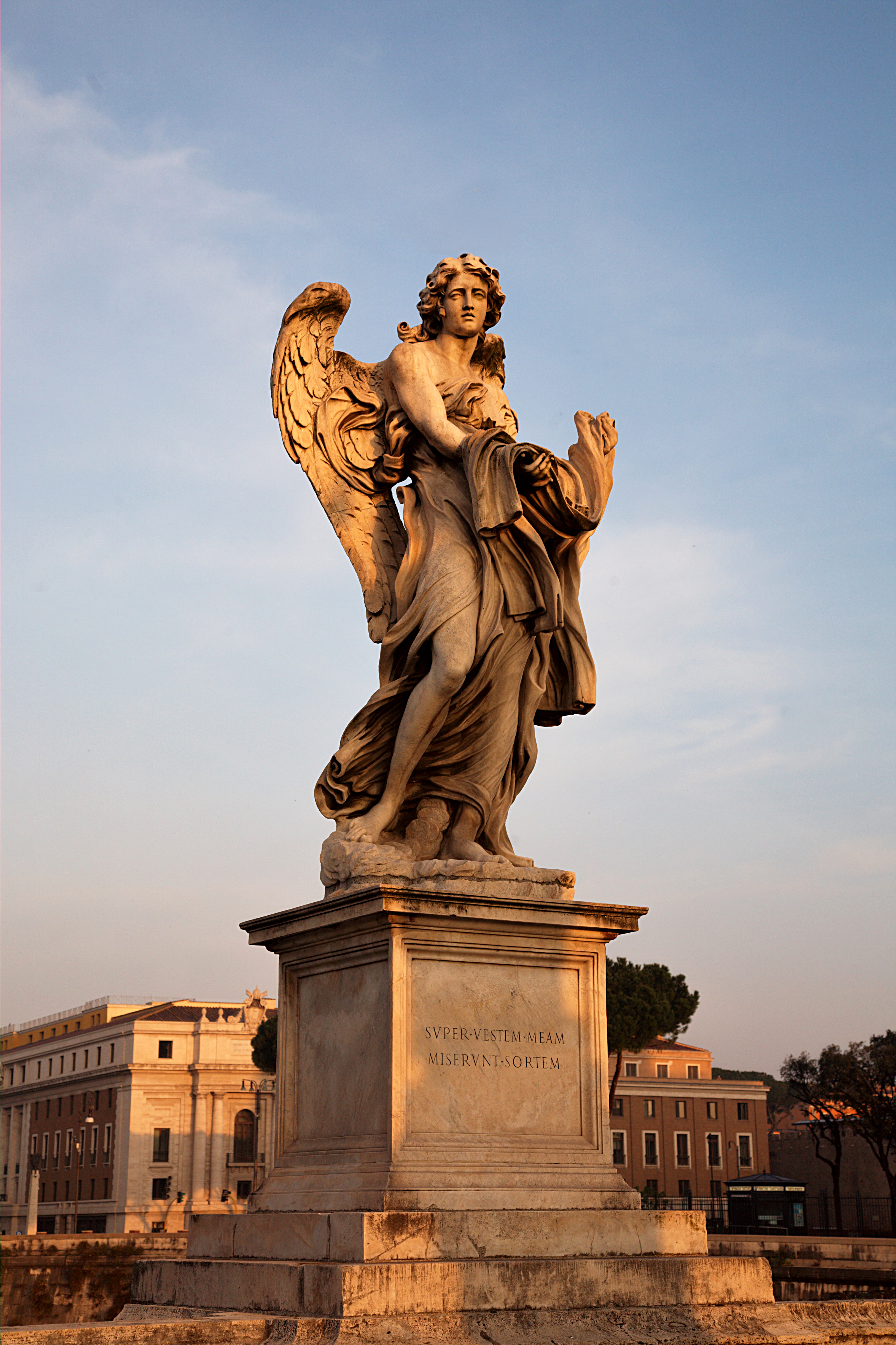
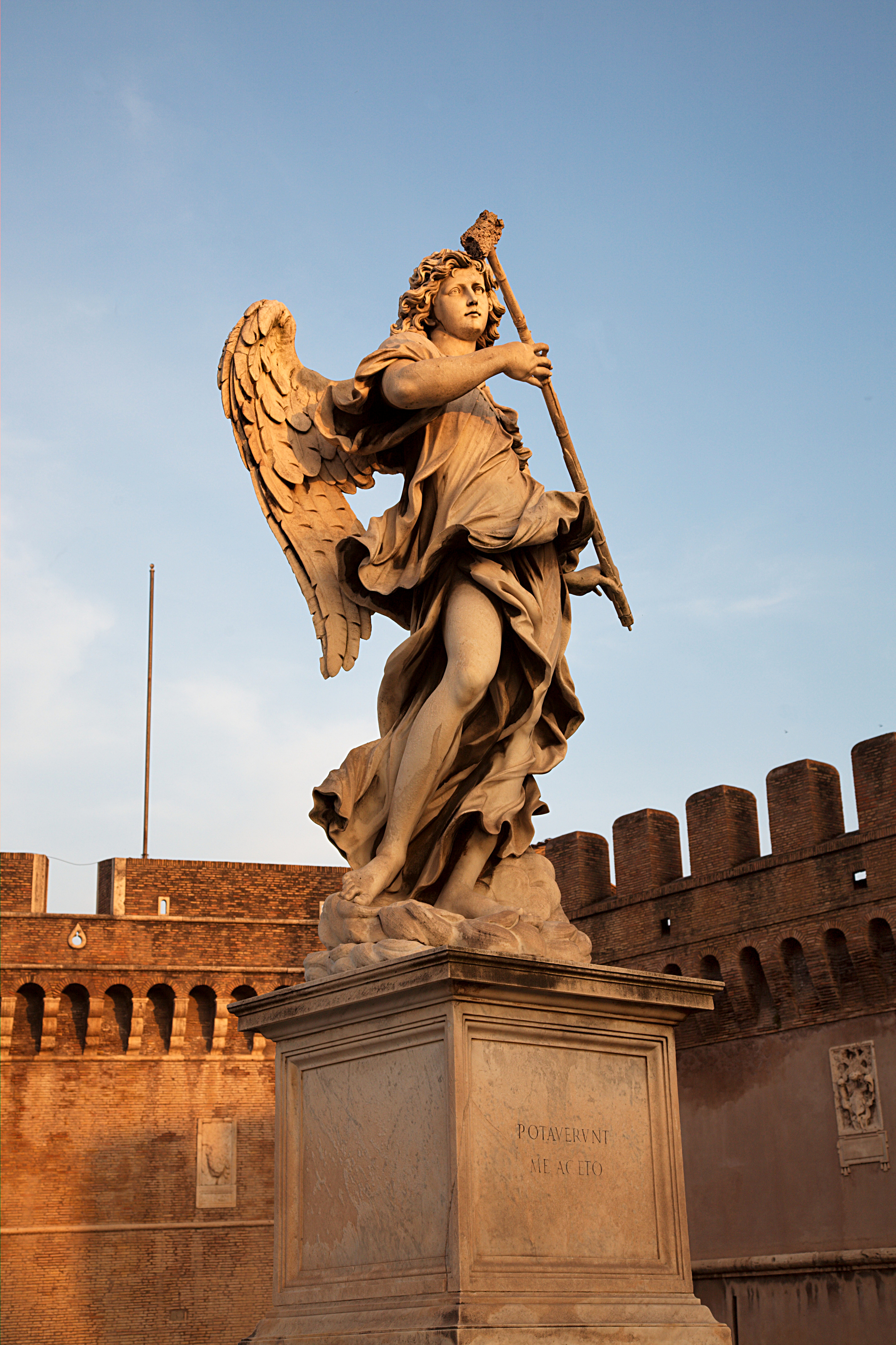
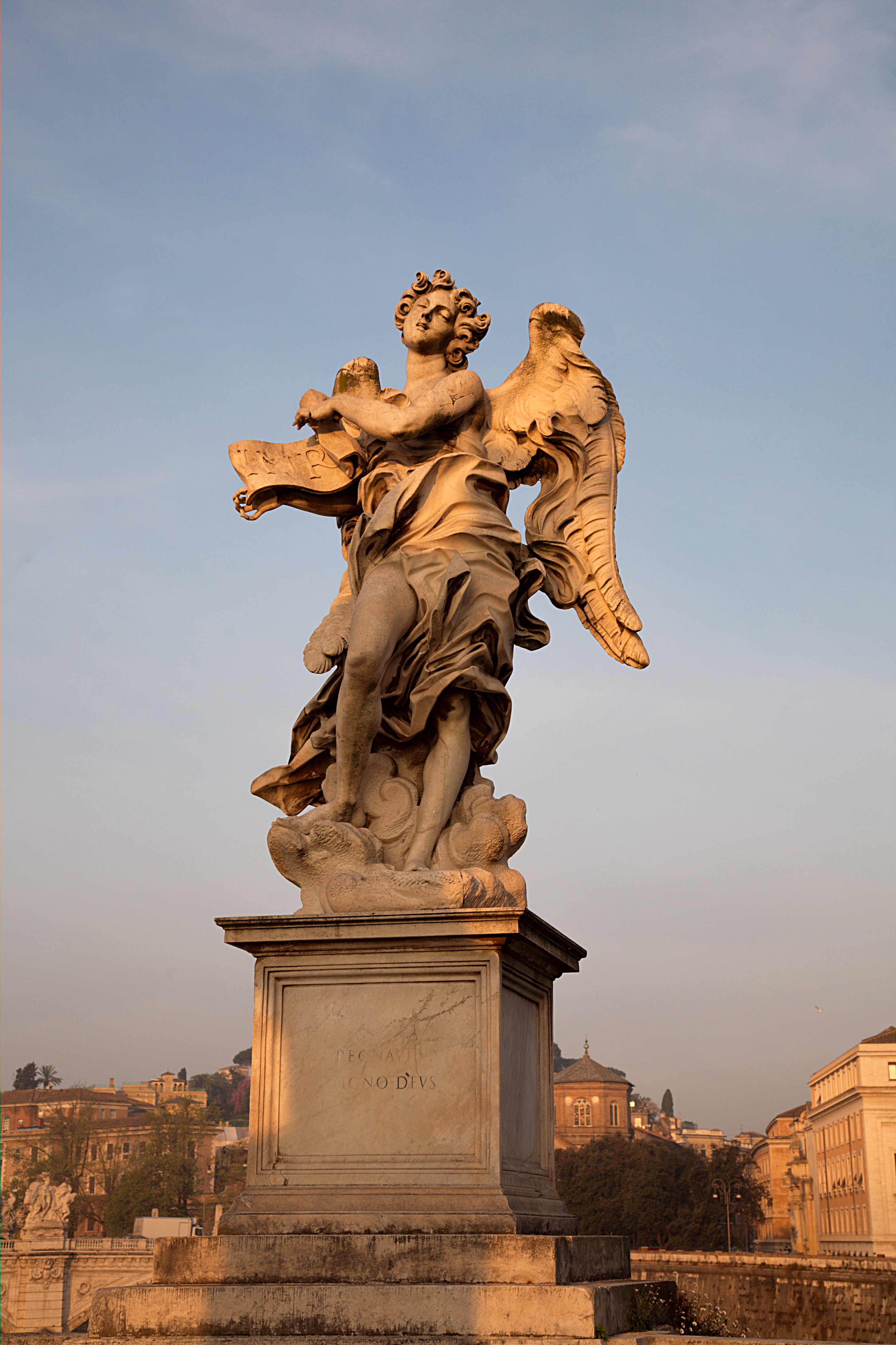
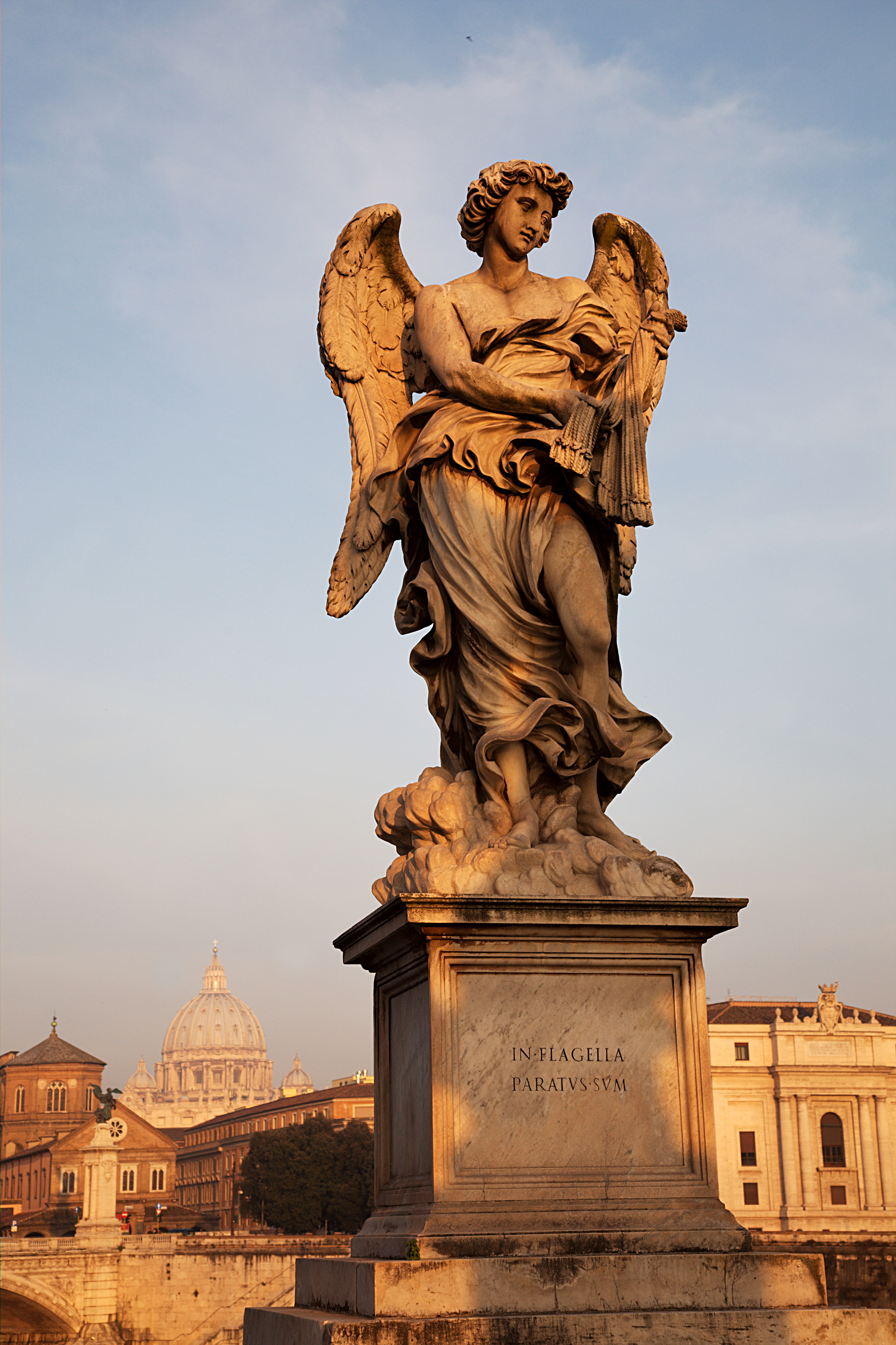
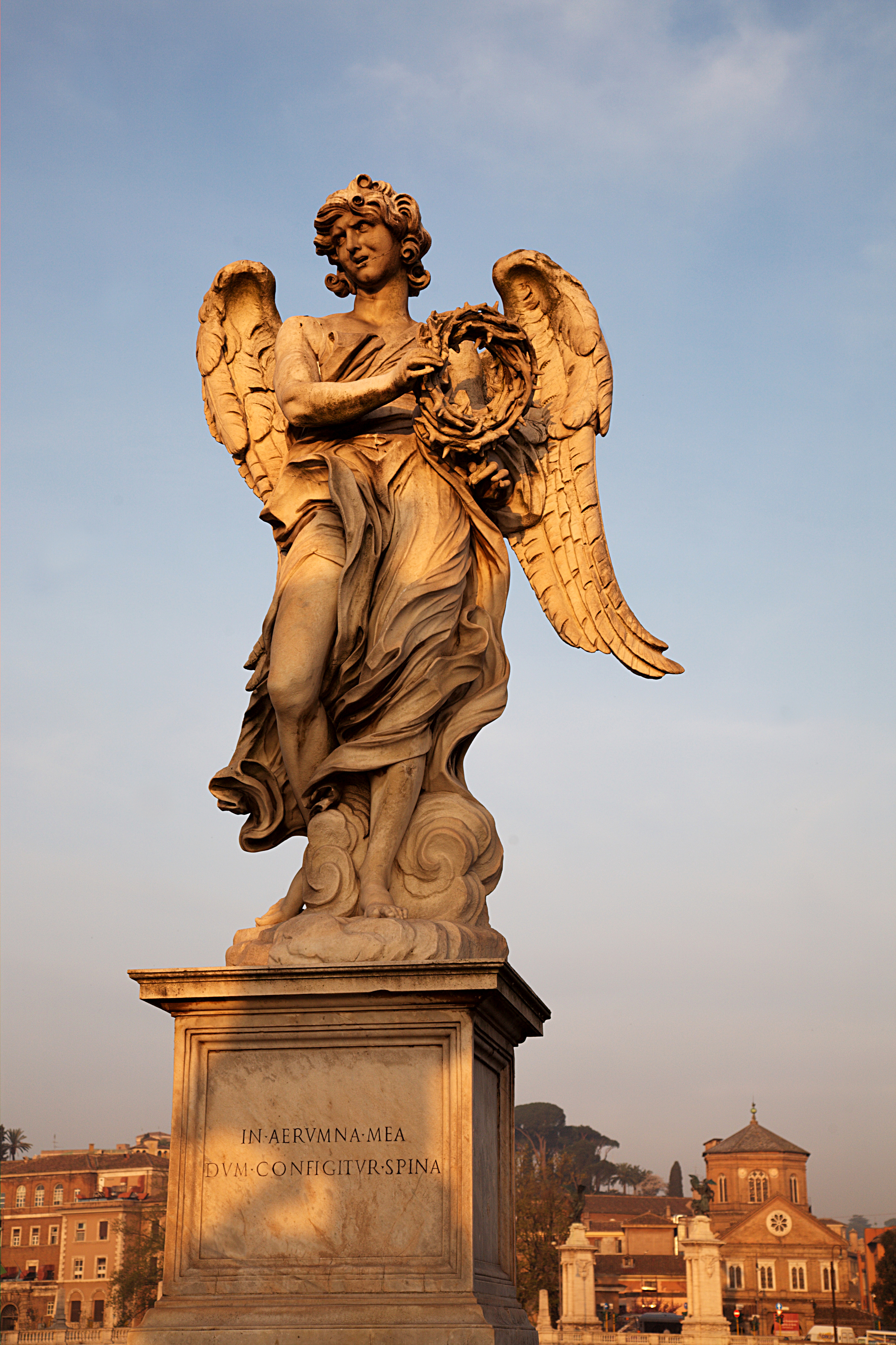
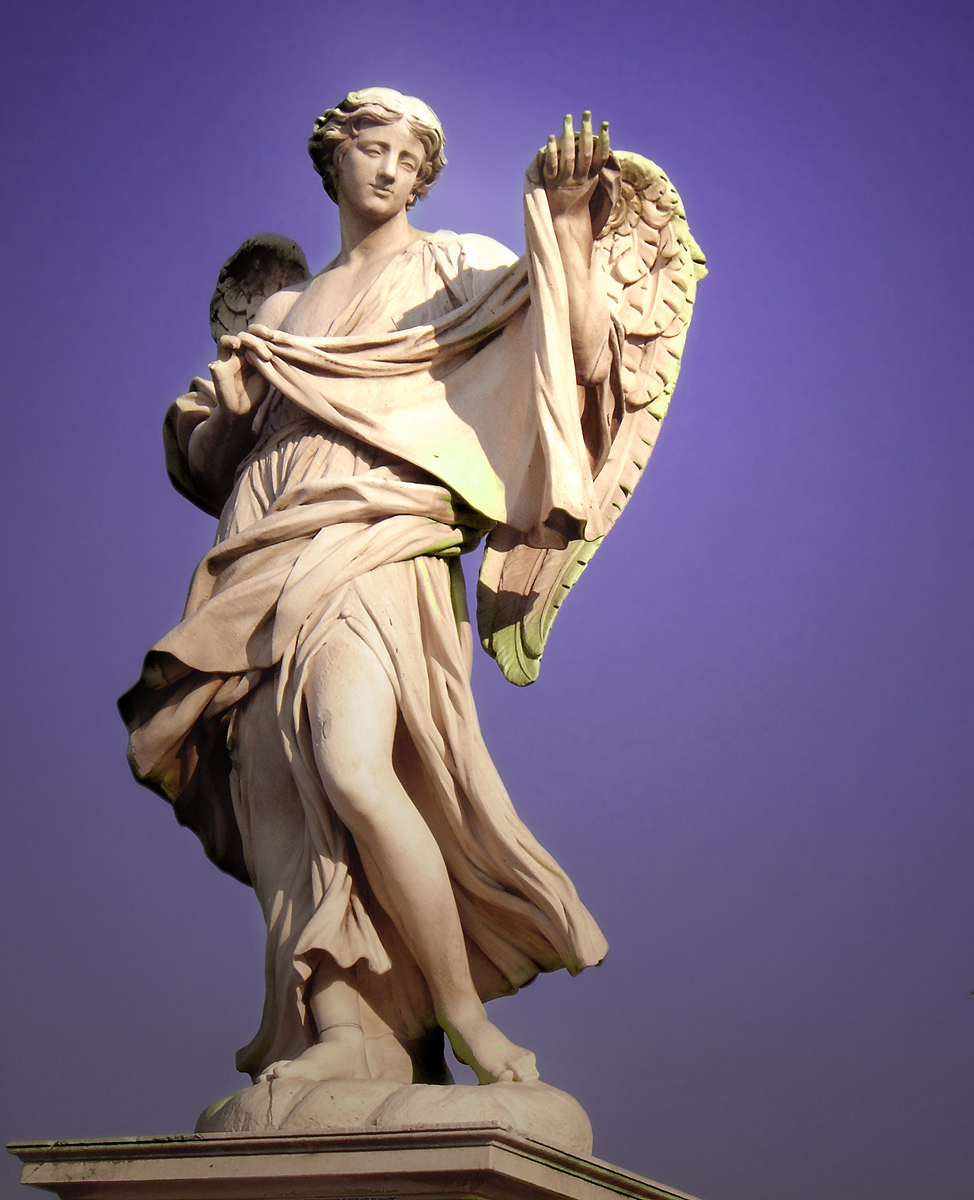
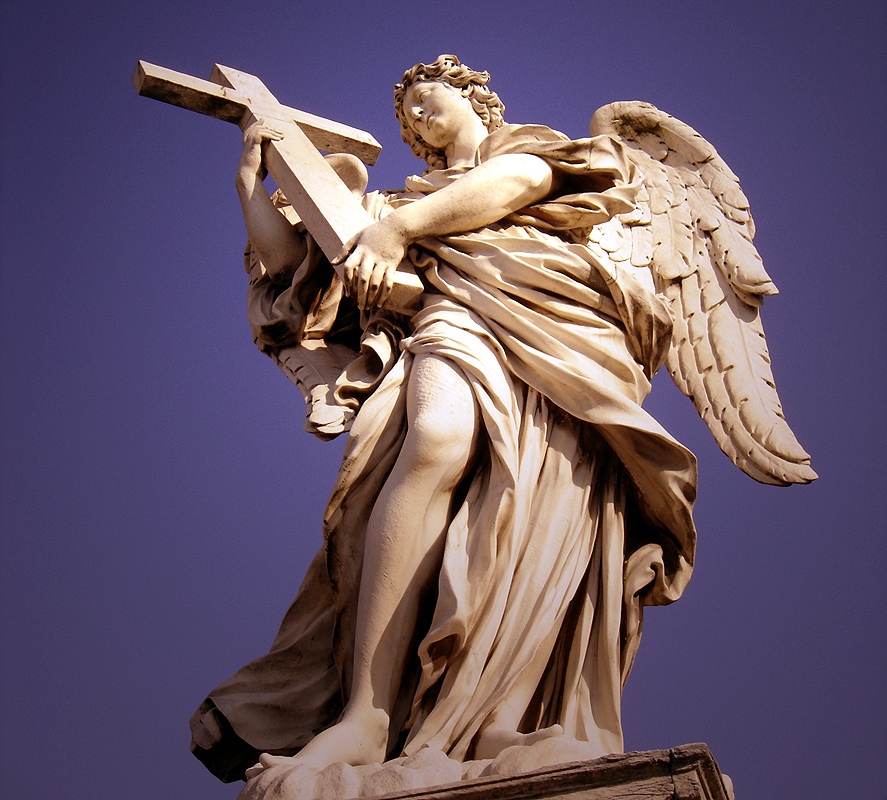
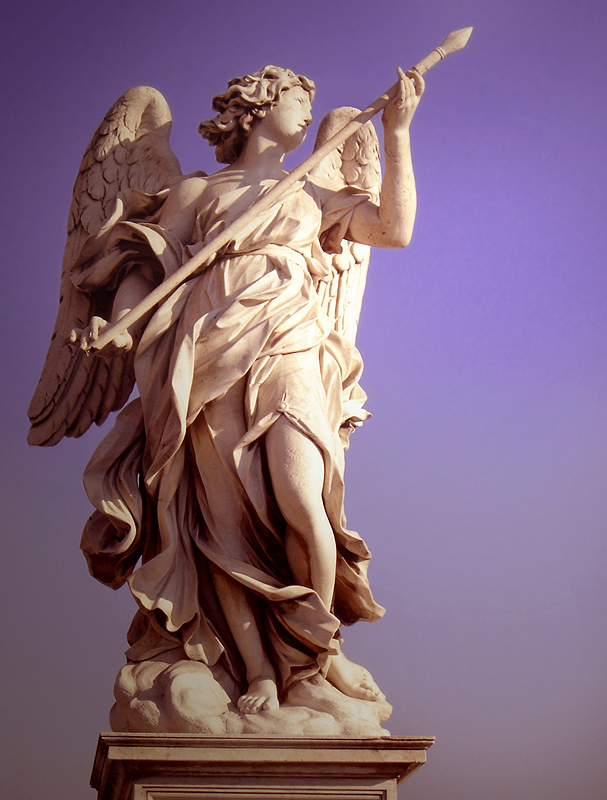
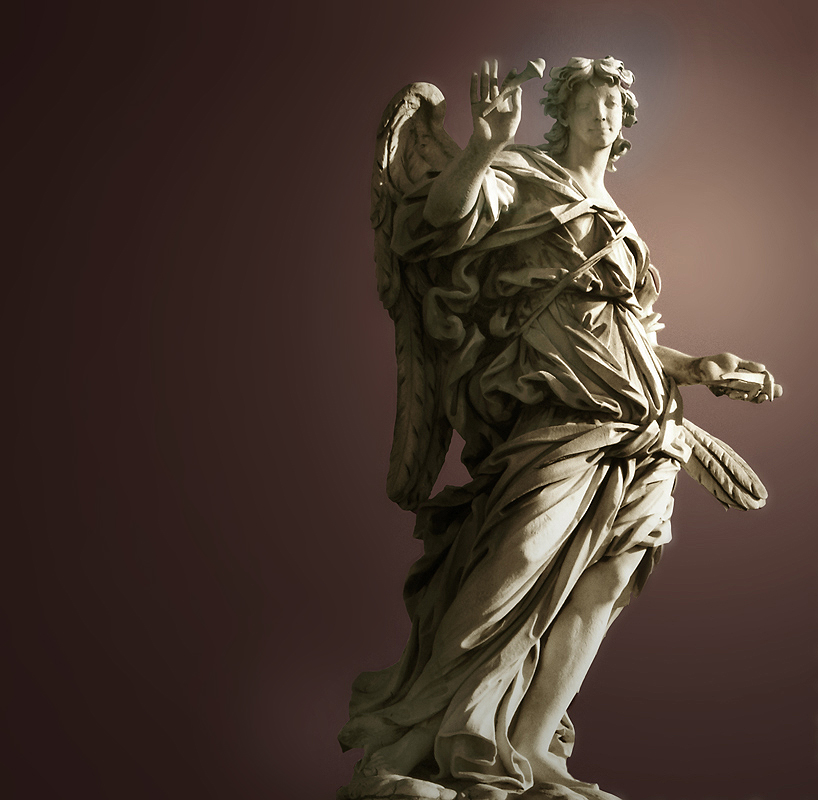
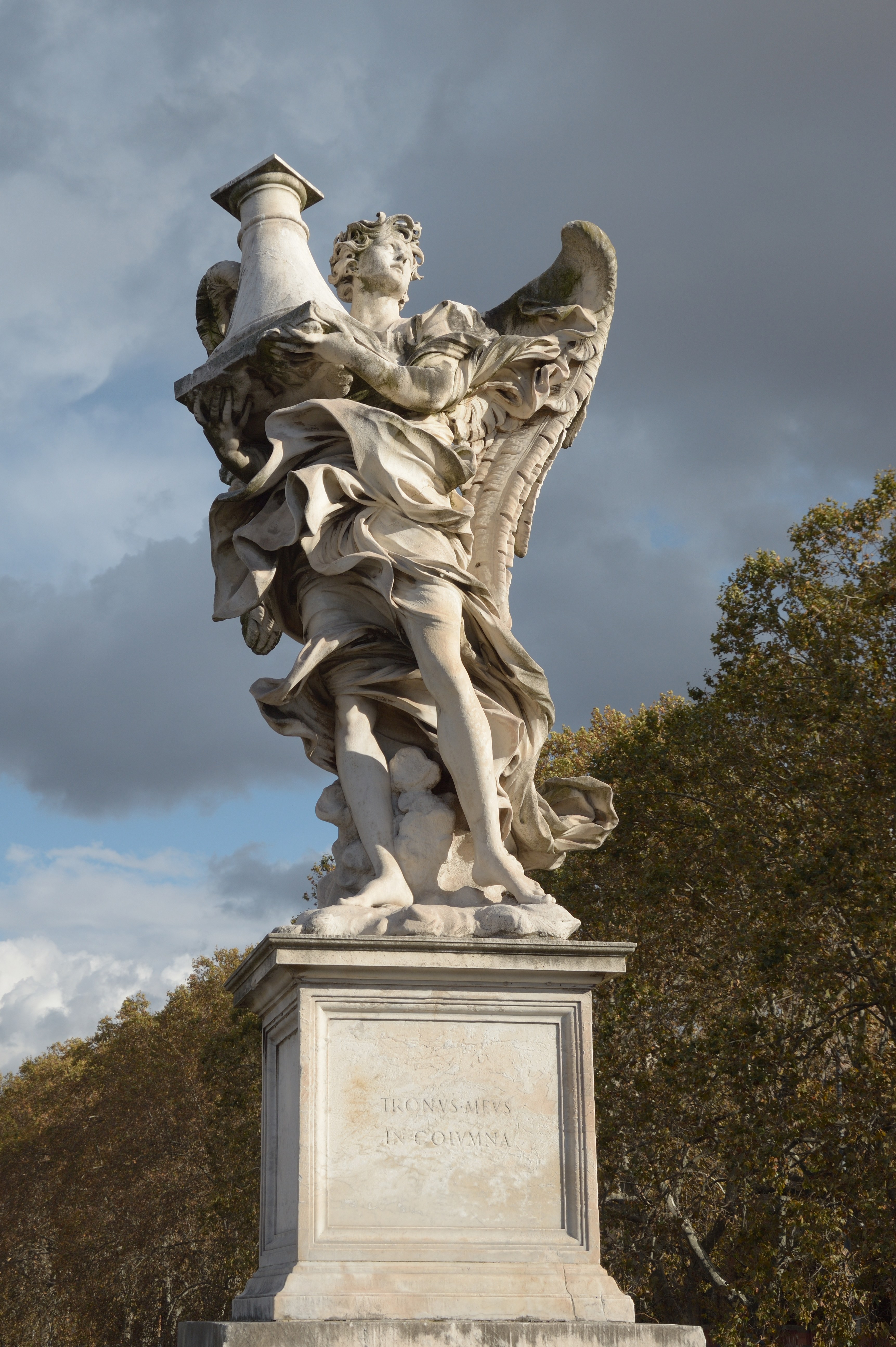